# جانی لئونی
جانی لئونی (انگلیسی: Johnny Leoni؛ زادهٔ ۳۰ ژوئن ۱۹۸۴) یک بازیکن فوتبال اهل سوئیس است.
وی همچنین در تیم ملی فوتبال سوئیس بازی کرده‌است.